# Zwischen den Zeilen (2018)
Zwischen den Zeilen (Originaltitel Doubles vies, franz. für „Doppelleben“) ist eine Filmkomödie von Olivier Assayas, die am 31. August 2018 im Rahmen der Filmfestspiele von Venedig ihre Weltpremiere feierte. Am 6. Juni 2019 kam er in die deutschen und am darauffolgenden Tag in österreichischen Kinos.

## Handlung
Der Verleger Alain Danielson und der Schriftsteller Léonard Spiegel sind seit Jahren befreundet. Alain hat eine Reihe von Léonards Romanen herausgegeben, lehnt aber dessen jüngstes Buch ab, mit der Begründung, er wiederhole sich, alles was er da schreibt, habe er schon mal so ähnlich in Léonards Büchern gelesen. Den Stoff seiner Romane bezieht Léonard mehr oder wenig verschlüsselt aus der Geschichte seiner Liebschaften, was den jeweils Betroffenen nicht immer gefällt. Alains Frau Selena ist Star in einer Fernsehserie, würde aber lieber Theater spielen. Sie unterhält schon länger eine Beziehung mit Léonard und hält dessen Buch für einen großartigen Roman. Léonard ist über die Ablehnung tief gekränkt, findet aber wenig Verständnis bei seiner Frau, Valérie, Beraterin eines linken Politikers, die ihm kühl empfiehlt, ein anderes Buch zu schreiben. 
Alain, der sich Gedanken über die Zukunft des Verlagswesens angesichts der digitalen Transformation und der Einführung von E-Books macht, hat vor Kurzem die dynamische Laure eingestellt, um an diesen Themen zu arbeiten. Er beginnt eine intime Beziehung mit ihr. Laure ist überzeugt, dass die Zukunft dem E-Book gehört und dass die Verlagsbranche tiefgreifende Veränderungen erleben wird.
Marc-Antoine Rouvel, der Eigentümer des von Alain geleiteten Verlags, teilt ihm mit, dass er plant, den Verlag Éditions Verteuil an einen großen Digitalkonzern zu verkaufen. Da Rouvels Partnerin Léonards Manuskript gefallen hat, fühlt sich Alain gezwungen, das Buch doch zu veröffentlichen. Der Roman wird ein beachtlicher Erfolg. Léonard und Valérie besuchen das Ferienhaus von Alain und Selena, und Valérie verkündet Léonard, dass sie schwanger ist.

## Produktion
„Dieser Film erzählt davon, wie wir uns an Wandel anpassen, ganz generell. Die Welt hat sich immer verändert, aber in unserer Gegenwart ist der Motor des Wandels die digitale Revolution. Und egal ob wir uns daran anpassen oder dagegen aufbegehren – wir müssen uns auf jeden Fall dazu verhalten.“

Regie führte Olivier Assayas, der auch das Drehbuch schrieb. Dieser wagt sich mit dem Film ganz nah an die Diskussion über die digitale Revolution heran: „Ich wollte einen Film machen, der Teil der momentanen Konversation in der Gesellschaft ist, und bei dem auch der Zuschauer in einem gewissen Sinn Teil dieses Austauschs ist“, sagte Assayas. „Dieser Film erzählt davon, wie wir uns an Wandel anpassen, ganz generell. Die Welt hat sich immer verändert, aber in unserer Gegenwart ist der Motor des Wandels die digitale Revolution. Und egal ob wir uns daran anpassen oder dagegen aufbegehren – wir müssen uns auf jeden Fall dazu verhalten“, so der Regisseur weiter.
Guillaume Canet und Juliette Binoche spielen den Verleger Alain und seine Frau Selena, Vincent Macaigne übernahm die Rolle des Autors Léonard. Magdalena Miedl meint, der Kitt, der die vielen Diskussionen der verschiedenen Menschen im Film zusammenhalte, seien die Affären kreuz und quer durch den Freundeskreis. So habe der Verleger Alain beispielsweise eine Sache mit der jüngeren Social-Media-Expertin Laure laufen, der er sich von Alters wegen unterlegen fühlt. Alains Frau Selena schlafe dafür seit Jahren mit seinem Autor Leonard, und dessen Frau wisse natürlich von dem Betrug, da sie schließlich Leonards Bücher liest.
Die deutsche Synchronisation entstand nach einem Dialogbuch und der Dialogregie von Astrid Kollex im Auftrag der DMT – Digital Media Technologie GmbH, Hamburg. Christin Marquitan leiht in der deutschen Fassung Selena ihre Stimme.
Der Film wurde am 31. August 2018 im Rahmen der Filmfestspiele von Venedig erstmals gezeigt, wo er für den Goldenen Löwen nominiert war. Im September 2018 erfolgte eine Vorstellung beim Toronto International Film Festival, im Oktober 2018 erfolgten Vorstellungen beim New York Film Festival und beim Hamptons International Film Festival. Im Oktober 2018 soll er im Rahmen der Viennale gezeigt werden, hiernach beim Tokyo International Film Festival in der Sektion World Focus. Am 16. Januar 2019 kam der Film in die französischen Kinos. Am 6. Juni 2019 kam er in die deutschen und am 7. Juni 2019 in österreichischen Kinos. Ende Juli 2019 wurde er beim Jerusalem Film Festival gezeigt.

## Rezeption

### Kritiken
Der Film stieß bislang auf die Zustimmung von 87 Prozent der Kritiker bei Rotten Tomatoes und wurde hier durchschnittlich mit 7,2 der möglichen 10 Punkte bewertet.
Jon Frosch von The Hollywood Reporter beschreibt den Film als ein wunderbares Gegenstück zu Olivier Assayas’ jüngsten Filmen Ende eines Sommers und Die Wolken von Sils Maria, doch was allen drei Filmen gemein ist, sei dass jeder auf seine Weise die Auswirkungen weltweiter wirtschaftlicher, technologischer und kultureller Veränderungen auf individuelle und kollektive französische Identitäten untersuche. Das Interesse des Filmemachers an den Folgen der Globalisierung, das sich thematisch durchgängig durch alle seine Werke ziehe, erweise sich in diesem witzigen und scharfsinnigen Porträt von Menschen als sehr präsent. Der Film sei ein Vergnügen für die Liebhaber des Regisseurs und für die Liebhaber des französischen Kinos, so Frosch weiter. Vom ersten Bild an werde der Betrachter in die Mitte von Gesprächen gedrängt, die dicht, sogar schwindelerregend sind, mit widersprüchlichen Meinungen, so Kindle vs. Bücher, Print vs. Web und Kunst vs. Unterhaltung. Alle Hauptfiguren hätten Schwierigkeiten, ihr inneres und äußeres Leben in Einklang zu bringen und seien hin- und hergerissen zwischen Idealen und Verpflichtungen, privaten Wünschen und öffentlichen Haltungen und der Tradition und allem Neuartigen, so Frosch. Selena handele instinktiv und sei unabhängig, treffe aber immer wieder Entscheidungen im Kopf und nicht im Herzen. Leonard sei eindeutig hungrig nach dem Erfolg, den er selbst verachtet. Valteries politischer Idealismus stehe im Widerspruch zu dem harten Pragmatismus, den sie in ihrer romantischen Beziehung vertritt. In dem Film feiere der Regisseur wie in vielen seiner Werken die verführerische Schönheit Frankreichs und den Reichtum der Kultur des Landes, so Frosch, zeige aber auch den Kampf mit den Veränderungen des Landes, den er zutiefst menschlich erscheinen lasse.
Magdalena Miedl bemerkt, es sei nicht das erste Mal, dass Assayas die technische Moderne in einen seiner Filme hineinhole. In Demonlover sei es die Welt des Cyberspace gewesen, in Assayas’ letztem Film Personal Shopper handelte eine lange Szene praktisch ausschließlich von einer Konversation per Textnachrichten auf dem Smartphone. Solche Versuche seien im Kino immer heikel, weil sie sehr schnell veraltet und anbiedernd wirken, dieser Gefahr sei Assayas bisher aber entkommen, so Miedl.
Frédéric Jaeger schreibt in Spiegel.online: „Überhaupt wirkt der Film wie die perfekte Symbiose von Telenovela und intellektueller Zeitdiagnose: Der Spaß, den Figuren in ihre Untiefen zu folgen, steht an erster Stelle“.

### Auszeichnungen
Der Film befand sich in einer Vorauswahl für den Europäischen Filmpreis 2019. Im Folgenden weitere Nominierungen.
Chicago International Film Festival 2018
- Nominierung als Bester Spielfilm (Olivier Assayas)[14]

Internationale Filmfestspiele von Venedig 2018
- Nominierung als Bester Film für den Goldenen Löwen (Olivier Assayas)

Toronto International Film Festival 2018
- Nominierung für den People’s Choice Award (Olivier Assayas)